# 法提赫·比罗尔
法提赫·比罗尔（土耳其語：Fatih Birol，1958年3月22日—）是土耳其经济学家和能源专家，2015年9月1日起担任國際能源署（IEA）的执行董事。在任期内，他采取一系列措施使IEA现代化，加强印度、中国等国家的联系，推动清洁能源轉型与国际合作，为实现碳中和目标而努力。
2009年，法提赫·比罗尔被福布斯评选为世界能源领域最具影响力的人物之一。2017年入选英国金融时报年度能源人物，2021年入选时代百大人物。比罗尔也是世界經濟論壇顾问委员会主席，经常撰写文章发布至電子傳媒，每年在国际会议上发表大量演讲。

## 早年经历
比罗尔于1958年出生于安卡拉，拥有伊斯坦布尔理工大学的電力工程學理學學士学位。他在维也纳技术学院学习，取得能源经济学硕士和博士学位。2013年，伦敦帝国理工学院授予比罗尔荣誉理学博士学位。2013年，他成为Galatasaray S.K.足球俱乐部终身会员。
比罗尔在1995年加入國際能源署（IEA），成为一名初级分析师。在此之前他曾在維也納的石油输出国组织（OPEC）工作。在IEA工作期间，比罗尔升任至首席经济学家，负责世界能源展望的报告工作，于2015年成为执行董事。

## 其他活动
- 比罗尔于2020年加入非洲欧洲基金会（Africa Europe Foundation，AEF），是该基金会的高级小组成员[7]。

## 荣誉和奖项
| 图示 | 奖项和勋章                   | 国家   | 日期           | 地点       | 参考         |
| ---- | ---------------------------- | ------ | -------------- | ---------- | ------------ |
|      | 土耳其外交部杰出服务奖       | 土耳其 | 2005年10月1日  | 巴黎       | [ 8 ]        |
|      | 学术棕榈勋章                 | 法國   | 2006年10月1日  | 巴黎       | [ 9 ]        |
|      | 奥地利共和国服务荣誉勋章     | 奥地利 | 2007年3月1日   | 維也納     | [ 9 ]        |
|      | 一级德意志联邦共和国功绩勋章 | 德国   | 2009年11月19日 | 柏林       | [ 9 ]        |
|      | 意大利共和国功绩勋章         | 義大利 | 2012年6月14日  | 巴黎       | [ 9 ]        |
|      | 一级北极星勋章               | 瑞典   | 2013年12月11日 | 斯德哥尔摩 | [ 9 ] [ 10 ] |
|      | 一级旭日章                   | 日本   | 2014年1月30日  | 巴黎       | [ 9 ] [ 11 ] |
|      | 梅尔切特奖章                 | 英国   | 2017年         |            | [ 12 ]       |
|      | 法國榮譽軍團勳章             | 法國   | 2022年1月1日   | 巴黎       | [ 9 ] [ 13 ] |